# Apalone ferox
Apalone ferox ou tartaruga-americana-de-casco-mole é uma espécie de tartaruga de água doce pertencente ao gênero Apalone, família Trionychidae. Esse animal vive no leste dos Estados Unidos da América, habitando os estados da Flórida, Carolina do Sul, Georgia e Alabama.
São animais quase inteiramente aquáticos, saindo da água para botar seus ovos. Tem hábitos carnívoros, alimentando-se de animais aquáticos tais como peixes, moluscos e rãs.